# Stoutsville, Ohio
Stoutsville là một làng thuộc quận Fairfield, tiểu bang Ohio, Hoa Kỳ. Năm 2010, dân số của làng này là 560 người.

## Dân số
- Dân số năm 2000: 581 người.
- Dân số năm 2010: 560 người.